# Moisés Bensabat Amzalak
Moisés Bensabat Amzalak, né le 4 octobre 1892 et décédé le 6 juin 1978, est un économiste et intellectuel portugais. Amzalak est né et a fait ses études à Lisbonne. Il réussit à conjuguer une brillante carrière dans les affaires et une grande activité académique. En tant que Juif religieux, il a été une figure centrale de la communauté juive portugaise en dirigeant la communauté de Lisbonne de 1926 jusqu'à sa mort en 1978.

## Biographie
Amzalak entreprend une carrière académique remarquable. Il devient professeur de philosophie et plus tard doyen de l'Institut supérieur d'économie et de finances de Lisbonne de 1933 à 1944, puis président de l'Académie des sciences de Lisbonne et doyen adjoint de l'Université technique de Lisbonne de 1944 à 1956 avant d'en devenir le doyen de 1956 jusqu'à son départ à la retraite en 1962.
Son domaine de prédilection est l'histoire économique, l'histoire de la pensée économique et le marketing. Il publie énormément dans ses domaines d'expertise, mais publie aussi plusieurs ouvrages sur le judaïsme. Amzalak est titulaire de doctorats honorifiques de plusieurs universités dont celui de l'université de Bordeaux en 1935 et de l'Université Paris-Sorbonne en 1950,.
Amzalak est un personnage public de grande importance. Il co-détient le journal O Século, à l'époque un des quotidiens les plus importants du Portugal. Il est un ami proche, et un partisan du dictateur portugais António de Oliveira Salazar. Avraham Milgram, historien de la Shoah à Yad Vashem en Israël, pense qu'Amzalak « tient une place d'honneur dans la conscience des Juifs de Lisbonne ».

## Controverse sur ses amitiés d'avant-guerre
En 2007, l’historien António Louçã publie un livre où il s’interroge pourquoi Amzalak a permis à son journal d’aider la machine de propagande nazie avant la Seconde Guerre mondiale. Dans son livre, Louçã remarque aussi qu’en janvier 1935, Amzalak a hébergé l’ambassadeur d’Allemagne, le baron von Hoyningen-Huene, et que celui-ci l’a recommandé chaudement à ses supérieurs, si bien qu’Amzalak reçut la médaille d’excellence de la Croix-Rouge allemande,.
En réponse à ce livre, Esther Mucznik, une des responsables de la communauté juive de Lisbonne, prend la défense de la réputation d’Amzalak. Elle rappelle le travail notable effectué par Amzalak pendant la guerre, et observe aussi que les actions d’Amzalak de 1935 à 1937, ne peuvent pas être jugées raisonnablement en fonction de ce que nous savons de nos jours de la Shoah.
Avraham Milgram note qu'avant la guerre, Amzalak, comme le pape Pie XII, voyait l'Allemagne comme un rempart contre le communisme, et qu'il a mal interprété la politique nazie à l'égard des Juifs, exactement comme l'a fait Pie XII. Quand la guerre devint imminente, et à partir de 1938, Amzalak change de point de vue et pendant toute la guerre, il redouble d'effort pour aider les réfugiés.
Le chercheur portugais Jose Freire Antunes dans son livre Judeus Em Portugal: O Testemunho De 50 Homens e Mulheres (Les Juifs au Portugal, témoignages de cinquante hommes et femmes),  attribue à Amzalak  le mérite de l'augmentation du secours aux réfugiés à Lisbonne et du transfert de l'American Jewish Joint Distribution Committee à Lisbonne. C'est grâce à l'intervention d'Augusto d'Esaguy et d'Amzalak, que de nombreux réfugiés possédant des visas délivrés par Aristides de Sousa Mendes, purent poursuivre leur route vers le Portugal.
Le dirigeant portugais António de Oliveira Salazar tient Amzalak en haute estime, ce qui permet à Amzalak d'obtenir de Salazar la permission du transfert en juin 1940, de Paris à Lisbonne du bureau européen de l'HIAS (Hebrew Immigrant Aid Society =Société d'aide aux immigrants Juifs), la principale organisation de secours juif. Ultérieurement, pendant la guerre, Amzalak, avec l'aide de Leite Pinto, directeur général des chemins de fer de Beira Alta, qui exploite la ligne de Figueira da Foz à la frontière espagnole, programme plusieurs trains pour amener des réfugiés en provenance de Berlin et d'autres villes européennes. Amzalak réussit aussi à persuader Salazar de donner des instructions aux consuls portugais situés dans des territoires sous occupation nazie, de valider tous les passeports des Juifs, même si les documents présentés peuvent prêter à suspicion.